# Frode Granhus
Frode Granhus (ur. 13 marca 1965, zm. 15 września 2017) – norweski pisarz, znany z cyklu powieści kryminalnych, których głównym bohaterem jest Rino Carlsen.
Granhus zadebiutował w 2003 powieścią kryminalną Hevneren. Pracował jako doradca w NAV i mieszkał w Leknes na Lofotach.

## Twórczość
- Hevneren – powieść kryminalna (2003)
- Be en bønn for Sikas – powieść kryminalna (2006)
- Malstrømmen – powieść kryminalna (2010), w Polsce wydana przez Świat Książki w 2016 pod tytułem Wir
- Stormen – powieść kryminalna (2012), w Polsce wydana przez Świat Książki w 2016 pod tytułem Sztorm
- Djevelanger – powieść kryminalna (2014), w Polsce wydana przez Świat Książki w 2018 pod tytułem Skrucha
- Kistemakeren – powieść kryminalna (2015), w Polsce wydana przez Świat Książki w 2018 pod tytułem Trumniarz
- Forliset – powieść kryminalna (2017)